# Нойхаус (Каринтия)
Нойхаус (нем. Neuhaus (Kärnten)) — коммуна (нем. Gemeinde) в Австрии, в федеральной земле Каринтия. 
Входит в состав округа Фёлькермаркт.  Население составляет 1177 человек (на 31 декабря 2005 года). Занимает площадь 36,33 км². Официальный код  —  2 08 10.

## Политическая ситуация
Бургомистр коммуны — Герхард Физочниг (СДПА) по результатам выборов 2003 года.
Совет представителей коммуны (нем. Gemeinderat) состоит из 15 мест.
- СДПА занимает 7 мест.
- АНП занимает 5 мест.
- parteilos: 2 места.
- Партия EL занимает 1 место.